# 나미비아의 공휴일
나미비아의 공휴일은 다음과 같다.
| 날짜           | 이름             | 비고          |
| -------------- | ---------------- | ------------- |
| 1월 1일        | 양력설           |               |
| 3월 21일       | 독립기념일       |               |
| 3~4월 중(이동) | 성금요일         |               |
| 3~4월 중(이동) | 이스터 먼데이    | 부활절 다음날 |
| 5월 1일        | 노동절           |               |
| 5월 4일        | 카싱가 데이      |               |
| 5~6월 중(이동) | 주님 승천 대축일 |               |
| 5월 25일       | 아프리카 데이    |               |
| 8월 26일       | 영웅의 날        |               |
| 12월 10일      | 인권의 날        |               |
| 12월 25일      | 크리스마스       |               |
| 12월 26일      | 박싱 데이        |               |